# Меквабишвили, Вера Константиновна
Вера Константиновна Меквабишвили (1925 год, Озургетский уезд, ССР Грузия) — колхозница колхоза имени Сталина Махарадзевского района, Грузинская ССР. Герой Социалистического Труда (1951).

## Биография
Родилась в 1925 году в крестьянской семье в одном из сельских населённых пунктов Озургетского уезда. Трудовую деятельность начала в годы Великой Отечественной войны на чайной плантации колхоза имени Сталина Махарадзевского района.
В 1950 году собрала 8612 килограммов сортового зелёного чайного листа на площади 0,5 гектаров. Указом Президиума Верховного Совета СССР от 23 июля 1951 года удостоена звания Героя Социалистического Труда за «получение в 1950 году высоких урожаев сортового зелёного чайного листа» с вручением ордена Ленина и золотой медали «Серп и Молот» (№ 6097).
Этим же указом званием Героя Социалистического Труда была награждена труженица колхоза имени Сталина Надия Георгиевна Канделаки.
Дальнейшая судьба не известна.